# نرجس أولي
النرجس الأولي (باللاتينية: Narcissus primigenius) نوع نباتي يتبع جنس النرجس من الفصيلة النرجسية. ينمو النبات من بصلة شتوية مبكرة معمرة.

## الموئل والانتشار
الموطن الأصلي للنرجس القادسي شمال إسبانيا.